# سوزوکی پالت
سوزوکی پالت (Suzuki Palette) خودرویی است که از سال ۲۰۰۸ تا ۲۰۱۳ تولید شده‌است.
این خودرو در کلاس خودرو کی قرار گرفته و است.
موتور آن ۶۵۸ سی‌سی سیستم جعبه‌دندهٔ آن ۴ دنده به صورت خودکار است.

## نگارخانه

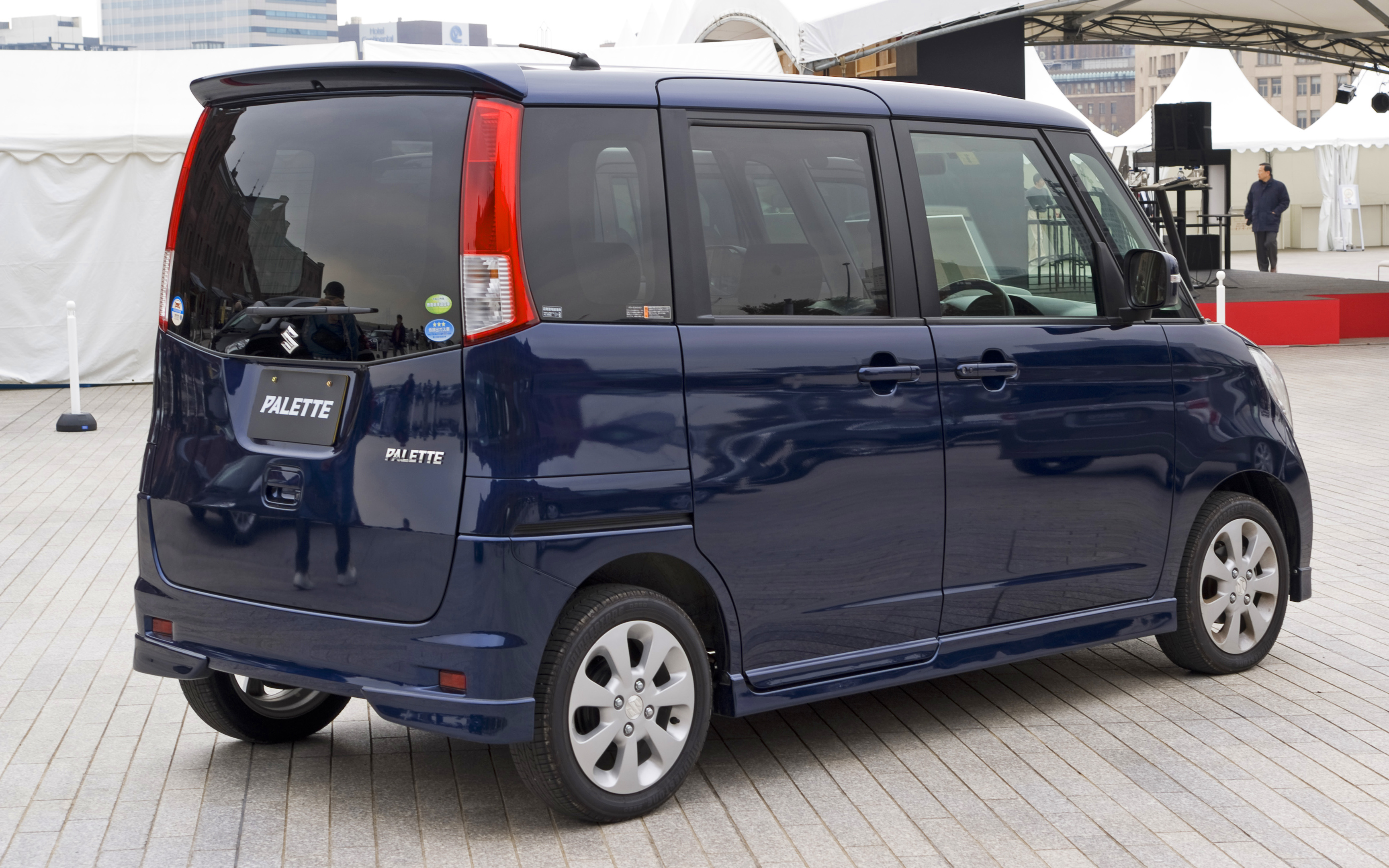
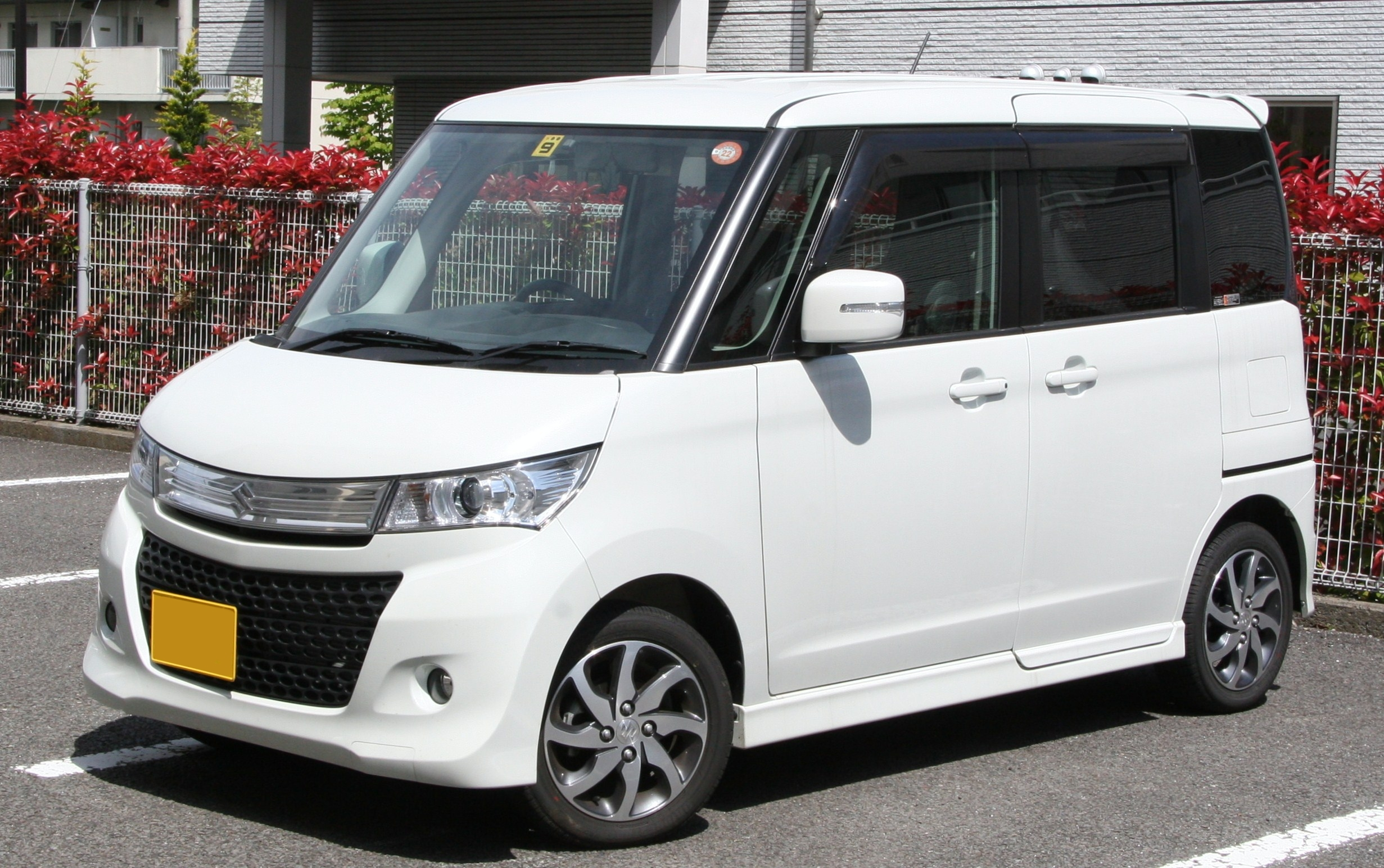
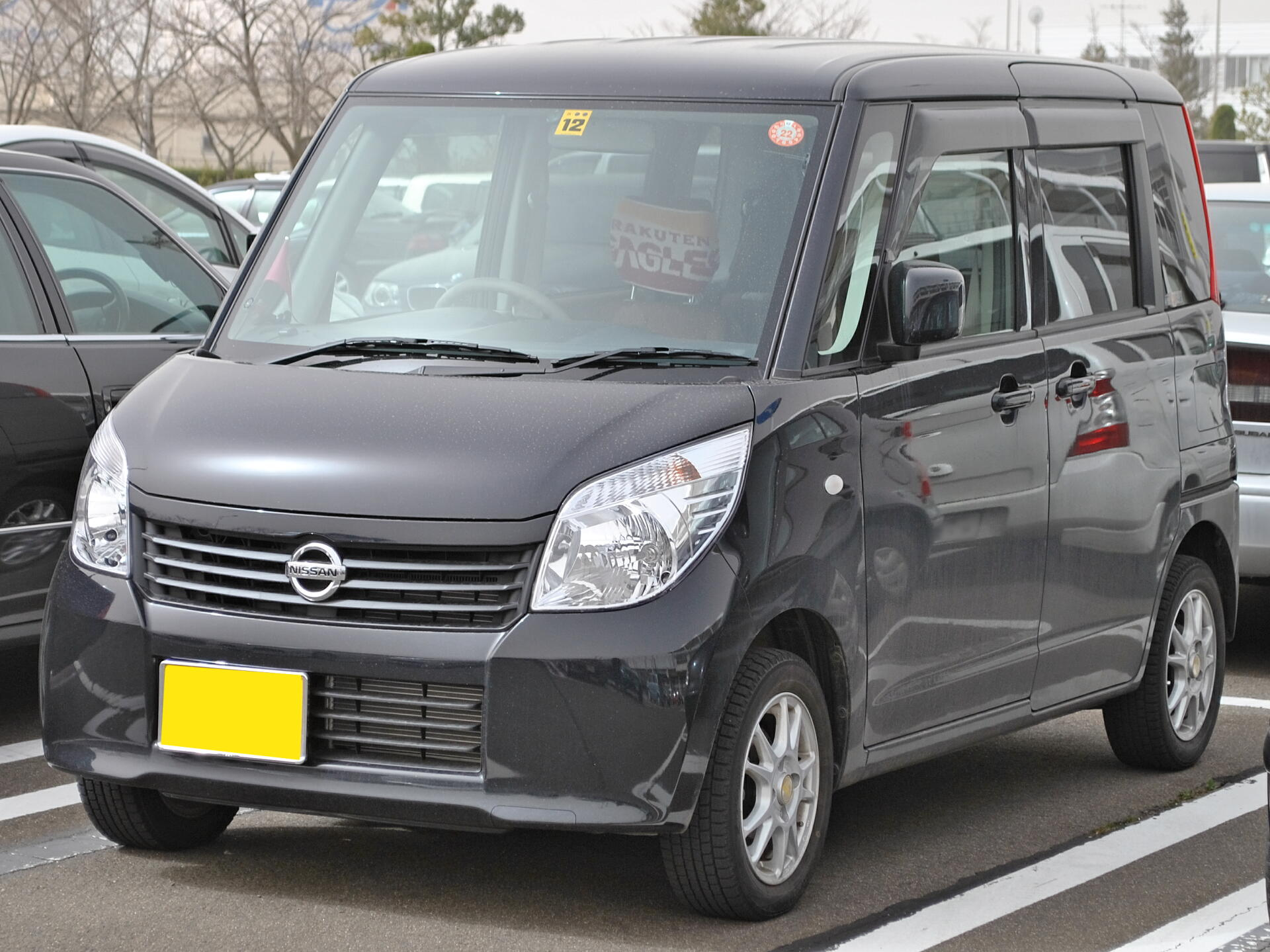
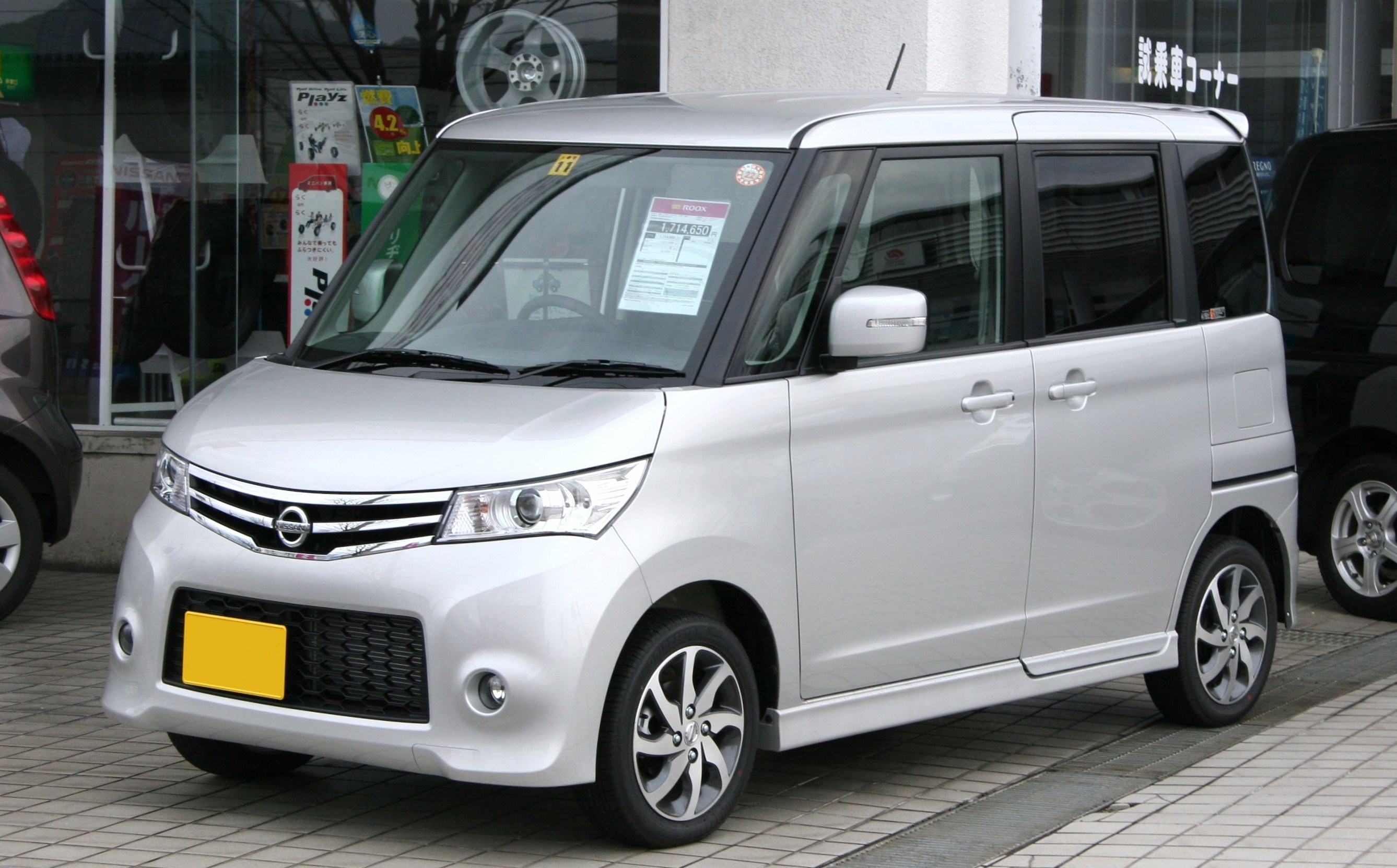